# Teatar Exit
Teatar Exit osnovan je 1994. godine i osnovna mu je djelatnost izvođenje dramskih predstava za odrasle. 

## Povijest
Teatar Exit nezavisno je kazalište osnovano 1994. godine s ciljem proširivanja kulturne ponude u Zagrebu. Teatar EXIT se u 25 godina postojanja pozicionirao kao teatar promjena, nemirenja s postojećim, teatar kojem je kvaliteta predstava na prvome mjestu. Kazalište koje je do sada svojim programima i visokoprofesionalnim pristupom radu pripomoglo u repozicioniranju nezavisnog sektora unutar društva te podiglo standarde ukupne kazališne ponude unutar regije. Kazalište koje se prvenstveno bavi bitnim socijalnim temama pozivajući na razmišljanje i postavljajući brojna pitanja po kojima možete "kopati" još dugo nakon gašenja reflektora. Predstave Teatra Exit gostovale su u gotovo svim hrvatskim gradovima i na svim važnijim hrvatskim festivalima.

## Nagrade
Do danas su predstave kazališta nagrađene s 200-ak nagrada za najbolje predstave, najbolje glumce i režije. 1996. godine kazalište je nagrađeno i posebnim priznanjem, Nagradom Grada Zagreba za izuzetan doprinos kazališnom i kulturnom životu grada. 1998. godine kazalište useljava u kinodvoranu Centra za kulturu i film August Cesarec u Ilici 208, koju preuređuju u kazališni prostor te tada postaju prvo nezavisno kazalište za odrasle s vlastitom scenom.
Predstave Teatra Exit gostovale su u gotovo svim hrvatskim gradovima i na svim važnijim hrvatskim festivalima, a svoje predstave odigrali su i u Nizozemskoj, Kanadi, Italiji, Austriji, Slovačkoj, Sloveniji, Bosni i Hercegovini, Portugalu, Češkoj, Velikoj Britaniji, Mađarskoj, Njemačkoj, Rusiji, Grčkoj, Egiptu...
2009. godine stručno vijeće koje je činilo 65 članova (priznatih poslovnih i marketinških stručnjaka iz hrvatskih medija, agencija, domaćih i stranih korporacija, sveučilišta i stručnih organizacija) te čak 20.000 potrošača, u iznimno jakoj konkurenciji od 1.000 finalista, izabralo je Teatar Exit među najjače tržišne marke u Hrvatskoj te im je dodijeljen prestižan status Superbrands Croatia 2009.

## Kontakti i ljudi
Umjetnički ravnatelj Teatra EXIT: Matko Raguž

## Vanjske poveznice
- Teatar Exit